# Pierre Amine Gemayel
Pierre Amine Gemayel (em árabe: بيار أمين الجميل; também conhecido como Pierre Gemayel Jr., Pierre Amine ou simplesmente Pierre Gemayel; Beirute, 24 de setembro 1972 - Beirute, 21 de novembro de 2006) foi um político do Líbano.

## Vida
Neto de Pierre Gemayel, fundador da Falange Libanesa, sobrinho de Bashir Gemayel e filho de Amin Gemayel, Pierre Amine fazia parte do partido Kataeb, mais conhecido como Falange. Ele foi um das principais vozes contra a presença militar e política da Síria no Líbano e ativo membro da Aliança 14 de Março, uma coalizão parlamentar anti-Síria e pró-Ocidente. Desde 2005, era ministro de indústria até ser morto a tiros em um atentado contra seu comboio na periferia de Beirute em 21 de novembro do ano seguinte.